# Die Moritat von Mackie Messer
Die Moritat von Mackie Messer ist eine von Bertolt Brecht getextete und von Kurt Weill vertonte Moritat aus dem Theaterstück Die Dreigroschenoper von 1928. Das beliebte Bänkellied gilt heute als das bekannteste und am meisten „gecoverte“ Stück der Dreigroschenoper. International ist es auch unter dem Titel Mack the Knife in der englischen Textfassung von Marc Blitzstein bekannt.

## Entstehungsgeschichte
Die Moritat von Mackie Messer ist Teil der Opernpersiflage Dreigroschenoper von Bertolt Brecht mit Musik von Kurt Weill, die auf der von John Gay und Johann Christoph Pepusch verfassten Beggar’s Opera („Bettleroper“) basiert. Die Beggar’s Opera wurde erstmals am 29. August 1728 im Londoner Lincoln’s Inn Fields Theatre uraufgeführt.
Fast genau 200 Jahre später kam es zur Uraufführung der Dreigroschenoper. Die Moritat ist das Eröffnungsstück dieses Werks, in dem ein Moritatensänger die Untaten des Gangsters Macheath, genannt Mackie Messer, aufzählt. Das Lied wurde 1928 erst kurz vor der Premiere in das Stück eingefügt, weil der Darsteller des Mackie Messer, Harald Paulsen, eine wirkungsvollere Exposition seiner Rolle wünschte.
Zusammen mit der Dreigroschenoper wurde die Moritat am 31. August 1928 erstmals im Berliner Theater am Schiffbauerdamm uraufgeführt. Die Aufführung wurde von Theo Mackeben und seiner Band musikalisch gestaltet. Bei der Uraufführung wurde der Moritatensänger von Kurt Gerron dargestellt, der außerdem auch noch den Polizeichef „Tiger“ Brown spielte. Die erste Schallplattenaufnahme des Songs stammt von Harald Paulsen (Homocord #4-3747) vom September 1928, Brecht selbst hat den Titel erstmals im Mai 1929 aufgenommen. Eine weitere Version stammt von Kurt Gerron, der den Song am 7. Dezember 1930 mit Mackebens Orchester einspielte.
Brecht verfasste zunächst neun Strophen des Lieds, von denen Weill allerdings nur sechs für das Theaterstück vertonte. Für einen geplanten Dreigroschenfilm schrieb Brecht 1930 drei zusätzliche Schlussstrophen. Die Verfilmung kam in der von Brecht und Weill gewünschten Form nicht zustande, doch wurden die Schlussstrophen in Georg Wilhelm Pabsts Verfilmung von 1931 aufgenommen.
Am 19. Februar 1931 wurde in Berlin der Film Die Dreigroschenoper (mit Rudolf Forster als Mackie Messer) unter der Regie von Georg Wilhelm Pabst uraufgeführt, der ab 17. Mai 1931 auch in den USA gezeigt wurde. In der Verfilmung stellte Ernst Busch den Moritatensänger dar, der in der Folge viel zur Verbreitung des Liedes beitrug. Nach der Machtergreifung durch die Nationalsozialisten 1933 wurde die Dreigroschenoper in Deutschland verboten, beide Autoren mussten aus Deutschland fliehen.
1948 verfasste Brecht für eine Inszenierung der Münchner Kammerspiele zwei weitere Schlussstrophen. Diese beiden Strophen wurden auch für eine Gedichtfassung der Moritat unter dem Titel Die Moritat vom Räuber Mackie Messer verwendet; da die ursprüngliche dritte und siebente Strophe gestrichen worden waren, besteht auch diese Fassung aus neun Strophen. Sie ist auch in der Gesamtausgabe der Gedichte von Bertolt Brecht enthalten.

## Instrumentierung
Kurt Weill verfasste eine durchkomponierte Vertonung von sechs Strophen der Moritat. Die Besetzung des Orchesters umfasst: Altsaxophon, Sopransaxophon, Tenorsaxophon, Trompete, Posaune, Schlagzeug, Harmonium, Banjo und Klavier. Weill stellt den Noten die Aufführungsanweisung „In der Art eines Leierkastens“ voran, und tatsächlich sind die ersten beiden Strophen nur mit einem Harmonium instrumentiert, das den Klang eines Leierkastens imitiert. Mit jeder weiteren Strophe wechselt die Instrumentierung (meist kommen weitere Instrumente hinzu), wobei der anfangs sehr gleichmäßige Rhythmus der Begleitung immer weiter aufgelockert wird und der „Leierkastenmusik“ allmählich den Charakter eines eleganten Foxtrott verleiht. Weills Musik zur Dreigroschenoper hat an sehr vielen Stellen Anklänge an die Tanzmusik der Entstehungszeit, die „Moritat“ als Eröffnungsnummer nach der Ouvertüre geleitet somit den Hörer in die musikalische Sphäre, die das Stück dominieren wird.
Die Strophen der Moritat sind unterschiedlich instrumentiert, und zwar:
- 1: Harmonium
- 2: Harmonium
- 3: Posaune, Becken, Tamburo piccolo, Banjo, Klavier
- 4: Banjo, Klavier
- 5: Altsaxophon, Tenorsaxophon, Posaune, Becken, TomTom, Klavier
- 6: Altsaxophon, Tenorsaxophon, Posaune, Becken, TomTom, Klavier; Sopransaxophon, Trompete, Tamburo legno, große Trommel, Banjo
- 6: (Wiederholung): Tenorsaxophon, Becken und Klavier

## Text (Auszug)
Und der Haifisch, der hat Zähne

  Und die trägt er im Gesicht

  Und Macheath, der hat ein Messer

  Doch das Messer sieht man nicht.

  […]

  An ’nem schönen blauen Sonntag

  Liegt ein toter Mann am Strand

  Und ein Mensch geht um die Ecke

  Den man Mackie Messer nennt.

  […]
Für die geplante Verfilmung fügte Brecht 1930 u. a. die folgende Schlussstrophe hinzu:
  Denn die einen sind im Dunkeln

  Und die andern sind im Licht.

  Und man siehet die im Lichte

  Die im Dunkeln sieht man nicht.

## Erfolgreiche Coverversionen

Louis Armstrong – Mack The Knife

Auf Vorschlag von Leonard Bernstein wurde die Dreigroschenoper von Marc Blitzstein unter dem Titel Three Penny Opera ins Englische übersetzt. Bernstein hatte erstmals die englische Fassung am 14. Juni 1952 mit Lotte Lenya als Jenny dirigiert. Eine Off-Broadway-Aufführung in New York löste den eigentlichen Welterfolg von Mack the Knife aus. Gerald Price nahm den Song am 10. März 1954 für die Vorführung im Theater De Lys, Greenwich Village/New York auf, dirigiert von Samuel Matlowsky, und stellte damit Brechts Werk erstmals der englischsprachigen Welt vor. Da das Theater lediglich für drei Monate gemietet war, fanden nur 96 Aufführungen statt. Am 20. September 1955 fand mit Lenya die Neupremiere statt, die es nunmehr auf den Rekord von 2.611 Aufführungen bis 17. Dezember 1961 brachte und damit den bis dahin bestehenden Rekord des am längsten laufenden Musicals brach.

Ella Fitzgerald – Mack the Knife

Insbesondere im Jazz wurde Mack the Knife häufig aufgegriffen, weshalb das Stück als Jazzstandard gilt. Erster Neuinterpret war Louis Armstrong, der den Titel am 28. September 1955 zusammen mit Edmond Hall (Klarinette), Trummy Young (Posaune), Billy Kyle (Piano), Arvell Shaw (Bass) und Barrett Dreems (Schlagzeug) in New York einspielte. Seine Version erreichte Rang 20 der US-Popmusik-Hitparade.  Bing Crosby übernahm den Titel für seine am 19. und 20. Februar 1957 entstandene LP Bing With A Beat. Auch Bobby Darin griff den Titel für eine LP auf (That’s All), doch wegen intensiven Airplays wurde er auf Druck der Radiostationen als Single ausgekoppelt. Zusammen mit dem Orchester von Richard Wess entstand am 19. Dezember 1958 eine jazzbeeinflusste Version, die nach Veröffentlichung im August 1959 insgesamt 3,5 Millionen Exemplare verkaufte. Die im Swingstil gehaltene Fassung von Bobby Darin ist damit die erfolgreichste Version dieses Songs, der sowohl in den USA als auch in Großbritannien Platz 1 der Singles-Charts erreichte.
Musikologisch bedeutsame Fassungen stammen noch von Ella Fitzgerald (live am 13. Februar 1960 mit dem Paul Smith Quartet in der Berliner Deutschlandhalle: Paul Smith – Piano, Jim Hall – Gitarre, Wilfred Middlebrooks – Bass und Gus Johnson Jr. – Schlagzeug) oder von Coleman Hawkins in einer 8:49 min-Langversion vom 13. und 15. August 1962 life aus dem Village Gate in New York (mit Coleman Hawkins – Tenorsaxophon, Tommy Flanagan – Piano, Major Holley – Bass und Ed Locke – Schlagzeug). Caterina Valente brachte den Song im April 1957 als B-Seite von Tipi tipi tipso heraus. Frank Sinatra übernahm den Song relativ spät erstmals am 16. April 1984. Insgesamt listet Coverinfo 48 Versionen auf, Mack the Knife rangiert in der Liste der Billboard Hot 100 auf Rang 14 und erhielt einen Grammy als Schallplatte des Jahres 1959.
1962 wurde die Dreigroschenoper von Wolfgang Staudte erneut verfilmt und kam im Folgejahr in die Kinos (siehe Hauptartikel Die Dreigroschenoper (1963)). Für die US-amerikanische Veröffentlichung dieses Films wurden Szenen nachgedreht, in denen Sammy Davis, Jr. die Moritat singt.
2021 produzierte der deutsche Ambient-Musikkünstler Schiller eine elektronische, 10:30 Minuten lange Interpretation von Mackie Messer, die er exklusiv auf dem Kurt-Weill-Fest in Dessau spielte.

## Weitere Interpreten
- Louis Armstrong
- Rubén Blades (1978 als Pedro Navaja)[10]
- Dee Dee Bridgewater (erstmals 1997)
- Michael Bublé (erstmals 2000)
- Nick Cave
- Duke Ellington
- Marianne Faithfull (1998)
- Harald Juhnke
- King Kurt (1984)
- Eartha Kitt
- Hildegard Knef (erstmals 1963)
- Mark Lanegan (2013)
- Christopher Lee
- Ute Lemper
- Lotte Lenya
- Udo Lindenberg
- Milva
- Marius Müller-Westernhagen (1984)
- Max Raabe
- Santo & Johnny
- Helge Schneider
- Brian Setzer Orchestra
- Frank Sinatra (erstmals 1984)
- Slut (2006)
- Sting
- Bryn Terfel (2010)
- Teufel (2010)
- Dave Van Ronk (1964)
- Robbie Williams
- Westlife
- The Young Gods (1991)
- Heino (2018)
- Kazik Staszewski
- Freunde der italienischen Oper (2020)
- Die Band Rammstein spielte für das Album Liebe ist für alle da das Lied Haifisch ein, dessen Text in Teilen an die Moritat von Mackie Messer angelehnt ist.

## Plagiatsvorwurf
Im Sommer 2007 erhob die Tochter des saarländischen Komponisten Albert Niklaus in der Presse den Vorwurf, Kurt Weill habe die Melodie des Stückes einem von ihrem Vater 1927 komponierten Werbesong entnommen. 1929 habe Niklaus in der Berliner Kroll-Oper die Dreigroschenoper gesehen und die Melodie wiedererkannt. Ulrich Fischer weist im Kurt Weill Newsletter allerdings darauf hin, dass die Dreigroschenoper in der Kroll-Oper nie aufgeführt wurde; nur Weills Kleine Dreigroschenmusik hatte hier am 7. Februar 1929 unter Otto Klemperer Premiere. Zudem seien weder die Intervalle des vier Noten umfassenden Eröffnungsmotivs gleich noch stimmten Melodie und Rhythmus überein.

## Diskographie
- Just Mackie Messer. 19 Versionen, inkl. Originalaufnahme mit Bertolt Brecht. EFA Medien, Frankfurt am Main. CD EFA 01616-2.
- More Mack the Knife. 20 Versionen. EFA Medien, Frankfurt am Main. CD EFA 01610-2.